# Steve Mayr
Steve Mayr (* 18. Jänner 1983 in Feldkirch) ist ein österreichischer Politiker (ÖVP) und Versicherungskaufmann. Mayr ist seit 2015 Bürgermeister der Gemeinde Fraxern und seit 31. Jänner 2018 Abgeordneter zum Vorarlberger Landtag.

## Leben und Wirken
Steve Mayr wurde am 18. Jänner 1983 geboren. Nach Absolvieren der Pflichtschulen absolvierte er zunächst eine Lehre als Anlagenelektriker und legte neben seiner Berufstätigkeit auch die Berufsreifeprüfung ab. Nach dem Ablegen der Berufsmatura wurde Mayr beruflich als selbständiger Versicherungskaufmann tätig.
Politisch tätig ist Steve Mayr seit dem Jahr 2005, als er im Alter von 22 Jahren bei der Gemeindevertretungswahl erstmals in die Gemeindevertretung seiner Heimatgemeinde Fraxern gewählt wurde. Der Beitritt zur Jungen Volkspartei erfolgte im Jahr 2006. Nach der Gemeindevertretungswahl 2010 wurde Steve Mayr auch Mitglied des Gemeindevorstands von Fraxern. Fünf Jahre später, nach der Gemeindevertretungswahl 2015, wurde Steve Mayr am 26. März 2015 als Nachfolger von Reinhard Nachbaur von der Gemeindevertretung zum Bürgermeister von Fraxern gewählt.
Bei der Landtagswahl in Vorarlberg 2014 kandidierte Steve Mayr auf dem siebten Listenplatz der Vorarlberger Volkspartei im Wahlbezirk Feldkirch. Die Volkspartei erreichte schließlich vier Grundmandate im Wahlbezirk Feldkirch, womit er – nach Nachrückungen – den Einzug in den Landtag zunächst nur knapp verpasste. Am 13. Dezember 2017 gab seine Parteikollegin Gabriele Nußbaumer bekannt, dass sie ihr Mandat zurücklegen wolle. Die Volkspartei erklärte daraufhin, dass ihr Steve Mayr auf das Mandat im Wahlbezirk Feldkirch nachfolgen werde, weshalb er in der Landtagssitzung am 31. Jänner 2018 als Abgeordneter zum Vorarlberger Landtag angelobt wurde.